# Комаров Павло Миколайович
Павло Миколайович Комаров  (рос. Павел Николаевич Комаров; нар. 3 березня (16 березня) 1913, Реутово — пом. ?, Канада) — радянський футболіст, нападник, більшість кар'єри провів у «Динамо» (Київ).1956 р. під час Олімпіади в Мельбурні звертався до радянських спортсмнів щоб дізнатися про долю киян (учасників матчів Української футбольної ліги у Києві у 1942 р. у складі «Старту»).

## Біографія
Вихованець реутовського футболу. У 1929—1930 роках грав за команду реутовської прядильної фабрики «Реутово».
1931 року перебрався в Москву, де став виступати в чемпіонаті Москви спочатку за «Динамо», а потім за ЦДКА.
1933 року переїхав в Київ, де недовго виступав за місцеве «Динамо», після чого повернувся в Москву в «Спартак».
Перед початком першого чемпіонату СРСР повернувся в київське «Динамо», в складі якого став основним гравцем і здобув низку нагород.
Після початку німецько-радянської війни залишився в Києві і був учасником футбольних поєдинків в окупованому Києві в липні-серпні 1942 року в складі команди «Старт», один з яких згодом назвали «матч смерті». За спогадами був арештований німцями, але відпущений як не причетний до акцій саботажу.
Покинув Київ з німцями у 1943 році і переїхав до Німеччини, де працював інженером на заводі «Мессершмідта». В кінці Другої світової війни, перебрався до Канади, де й помер. Під час Олімпіади 1956 в Мельбурні цікавився долею київського «Динамо».

## Досягнення
- Срібний призер чемпіонату СРСР: 1936 (весна)
- Бронзовий призер чемпіонату СРСР: 1937
- Чемпіон УРСР: 1936
- Володар кубка УРСР: 1937, 1938